# Нови Дунав
Нови Дунав је бочни канал изграђен 1972–88. на источној страни Дунава у Бечу, Аустрија. Створен је да пружи заштиту од поплава прихватајући вишак воде. Донауинсел (острво Дунав), направљено је од уклоњеног материјала, и одваја нови пловни пут од главног тока реке. Програм Уједињених нација за људска насеља (UN-HABITAT) назвао је пројекат „првим заиста вишенаменским и у потпуности одрживим системом заштите од поплава“.
Нови Дунав тече паралелно са реком око 21 км кроз бечко градско подручје. Раздваја се од главног тока у Лангензерсдорфу у Доњој Аустрији (северозападно од града), протиче кроз 21. округ и придружује му се у националном парку Дунав-Ауен у 22. округу (на југоистоку). Канал је око 150 m широк; острво је ширине између 70 и 210 м. Садашњи ток Новог Дунава и место Дунавског острва претходно су били простране ливаде које су као поплавно подручје представљали прве покушаје заштите од поплава Дунава, 1868 - 75. Лева, северна обала Новог Дунава заштићена је браном Хубертус (Марчфелдова заштитна брана), која је завршена 1875. године.
Након катастрофалних поплава у Бечу 1954, године дискусија довеле су до новог плана за регулисање Дунава који би обухватио изградњу ослобађајућег канала и дуге баријере у виду острва. Изградња је започета 1972. а завршена је тек 1988. године.
На почетку Новог Дунава је прелив познат као уливна грађевина (Einlaufbauwerk), који је обично затворен, чинећи Нови Дунав мирним водним телом. Када се ниво Дунава дигне, отвара се ради ослобађања притиска на реку и спречавања поплаве. То обично доводи до забране пливања у Новом Дунаву која траје највише неколико недеља, све док се квалитет воде не побољша. Даљи преливи налазе се тик изнад моста Пратер (прелив 1) и на нивоу нафтног терминала Лобау (прелив 2), приближно 1,5 км пре него што се Нови Дунав придружи главном водотоку.
До Новог Дунава се може доћи преко линија У6 (станица Нови Дунав), У1 (станица Донауинсел) и У2 (станица Донауштатбрике), трамвајском линијом 31 преко моста Флоридсдорф, као и разним градским аутобуским линијама. Има стазе погодне за регате; у септембру 2009. године одржана је Светска регата веслања ; и скијање на води. Најпознатији део обале је Copa Cagrana, поред моста Рајхсбрике (Reichsbrücke). Приватни моторни бродови нису дозвољени на Новом Дунаву.
Описана је као "аутопут за пливаче", јер су је људи користили да путују по граду.